# Assassin's Creed Odyssey
Assassin's Creed Odyssey (укр. Кредо Асасина: Одіссея) — багатоплатформна відеогра в жанрі рольового бойовика та стелсу. Розроблена студією Ubisoft Quebec. Видана компанією Ubisoft. 11 гра основної серії відеоігор Assassin's Creed та 20 загалом. Вийшла 5 жовтня 2018 року на платформах Microsoft Windows, PlayStation 4, Xbox One і (тільки в Японії) для Nintendo Switch 5 жовтня 2018 року.
Продовження Assassin's Creed Origins, присвячене темі Стародавньої Греції. Гра названа на честь гомерівської поеми «Одіссеї». Події розпочинаються 431 до н. е. зі спалахом Пелопоннеської війни. Два головні герої на вибір гравця: спартанські найманці Алексіос (Олексій згідно правил української мови) та Кассандра, нащадки легендарного царя Леоніда, героя Термопільської битви. Основні противники на вибір: Делійський союз на чолі з Афінами, або Пелопоннесський союз, очолюваний Спартою. Гравець мусить завадити Таємному товариству захопити контроль над Грецією.

## Ігровий процес
В Assassin's Creed Odyssey робиться ще більший акцент на рольову складову, ніж в попередніх іграх серії. У цій відеогрі наявні: інтерактивна система діалогів, нелінійні квести, різні кінцівки та можливість завести роман з персонажами будь-якої статі, незалежно від статі протагоніста. Гравець може вибрати стать свого персонажа. На відміну від Assassin's Creed Syndicate перемикатися між персонажами неможливо, вибір робиться лише раз на початку гри, а біографії обох персонажів взаємозамінні. Багатокористувацька гра не передбачена.
Головні герої — Алексіос і Кассандра, найманці, нащадки спартанського царя Леоніда. В сутичках вони використовують вістря списа свого предка, який наділяє їх в бою особливими здібностями. В Assassin's Creed Odyssey не передбачено користування щитом. Також, відсутній прихований клинок, традиційний для попередніх ігор серії. Час доби впливає на ігрові механіки. В деякі місця доцільніше проникати тільки вночі чи тільки вдень. Поза боєм гравець може почекати поки час зміниться (його пропонується швидко перемкнути) і взятися за виконання завдання в іншій обстановці.
У системі розвитку персонажа є три гілки здібностей: асасина з навичками непомітності, воїна з акцентом на бойові вміння, та мисливця, що дає нові прийоми стрільби з лука. Набираючи досвід за виконання завдань, вбивство ворогів і знаходження секретів, протагоніст отримує очки вмінь. Кожне очко наділяє новою здатністю чи вдосконалює наявну. В будь-який момент гри можна перерозподілити очки, щоб підлаштуватися під умови, що особливо корисно на високому рівні складності. Рівень ворогів тепер зростає разом з рівнем персонажа. Повернено шкалу популярності — при скоєнні злочинів на очах в інших, вона буде рости, і персонажа можуть оголосити в розшук.
Доступні різні елементи спорядження — нагрудники, шоломи, щити та поручі, які можна вдосконалювати. Функцію «орлиного зору» у головних героїв подібно Байєку з Assassin's Creed Origins виконує орел Ікар. На відкритих місцях можна прикликати коня Фобоса для їзди верхи.
Ігровий світ складається з 27 зон і є найбільшим в серії, а також географічно найрізноманітнішим — в ньому присутні снігові гори, ліси, піщані пляжі тощо. Значну частину карти займають моря. У гру можна брати участь у морських битвах. У гравця є можливість покращувати свій корабель, а також найняти майже будь-якого зустріненого персонажа до себе в команду. Деякі рекрути можуть давати бонуси кораблеві, на кшталт збільшення запасу міцності чи забійності його зброї. Також наявні масштабні наземні бої, участь в яких беруть до трьохсот персонажів одночасно. В кожній ігровій зоні є свій лідер, який може нападати на найманця, звертатися за допомогою або загинути від його руки.
Упродовж проходження сюжету можна відшукати «таємничі черепки» (Ainigmata Ostraka), в яких містяться додаткові відомості про відвідані території. За реальні гроші пропонується придбати внутрішньоігрову валюту, за яку потім купити прискорення набору розвитку, зброю, спорядження чи їхнє оформлення.

## Сюжет
Тут наведено основний сюжет при грі за Кассандру, вказану головною дійовою особою в новелізації «Assassin's Creed Odyssey» (2018) Гордона Догерті.

### Основна гра
Під час битви при Фермопілах цар Леонід I веде спартанську армію проти персів. Спартанці перемагають, але полонений перс розповідає, що його військо знає про таємну гірську стежку, якою пройде решта воїнів. Леонід вирішує затримати ворогів у горах.
В сучасності Лейла Гассан знаходить шукає Скіпетр Гермеса, але знаходить спис Леоніда. Разом з Вікторією Бібо вона виявляє на ньому ДНК двох осіб — Кассандри і Алексіоса, життя одного з яких береться дослідити з допомогою «Анімуса», щоб відшукати підказки щодо Скіпетра.
У Ніколаоса і Мірріни, нащадків царя Леоніда, народжуються діти. Проте оракул, піфія Праксифея пророкує, що Алексіос призведе до загибелі Спарти, тому спартанці постановляють скинути хлопчика зі скелі. Намагаючись його врятувати, старша сестра Кассандра випадково штовхає розпорядника страти. Той падає і гине, Ніколаос слідом скидає зі скелі й дочку. Проте вона виживає і дістається на острів Кефалонія, де її удочеряє купець Маркос.
Вирісши, Кассандра стає найманицею (містіосом) і бореться з бандою грабіжників «Циклопів». За це Маркос дарує їй коня Фобоса. В цей час починається Пелопоннеська війна між Афінами та Спартою. Дізнавшись про успіхи Кассандри, її відвідує Елпенор, учасник містичного Культу Космосу. Він дає кілька завдань з пошуку трикутних реліквій, а після їх виконання наймає Кассандру, щоб убити спартанського воєначальника «Вовка». Кассандра розкриває, що «Вовк» — це її батько Ніколаос, який усиновив сироту Стентора, котрий тепер командує спартанськими військами. Ніколаос шкодує про свою жорстокість щодо дочки; вона може вбити батька або помилувати, що вплине на стосунки зі Стентором. Якщо вона обирає помилувати, то Ніколаос зізнається, що він не її рідний батько. Кассандра повертається до Елпенора та вимагає розповісти навіщо йому була потрібна смерть Ніколаоса. Елпенор бажає ослабити Спарту й пропонує вбити Мірріну. Кассандра відмовляється і Елпенор тікає.
Кассандра розуміє, що Елпенор доручить вбивство її матері комусь іще, тому вирушає в Дельфи, щоб дізнатися в оракула місцезнаходження Мірріни. Там вона зустрічає історика Геродота і дізнається, що Культ Космосу прагне вбити всю її родину. Кассандра переодягається в шати учасників Культу, проникає на його зустріч і бачить там піраміду з таких же реліквій, як вона шукала раніше. Це виявляється пристрій ісу, призначений для обрахунку можливих варіантів майбутнього, яким і користується оракул. Кассандра вбиває Елпенора та з'ясовує, що Культ Космосу планує скористатися війною аби захопити контроль над усією Грецією. Шукаючи лідера Культу, Кассандра довідується, що це її брат, який узяв ім'я Деймос, і завдяки його здібностям Культ Космосу вираховує найвигідніші військові дії.
Геродот з Кассандрою вирушають до афінського полководця Перкила, щоб розповісти про загрозу Культу. Геродот пояснює Кассандрі як скористатися списом Леоніда, завдяки якому дівчина знаходить стародавню ливарню і вдосконалює свою зброю. Потім в Афінах Кассандра рятує скульптора Фідія від політичних чвар, допомагає сатирику Арістофану викрити продажних політиків і радиться з філософом Сократом щодо правильності своєї місії. Стентор у той час збирається завоювати Беотію, Кассандра може переконати батька допомогти Стентору, або стати на бік Афін і виступити проти зведеного брата. В усякому разі це спонукає радикального афінського стратега Клеона до рішучих дій. Крім того вона зустрічає на бенкеті драматургів Софокла, Еврипіда, філософа Герміппа, софістів Протагора і Трасимаха, Сократа і племінника Перикла Алківіада. Від них Кассандра довідується, що її мати вирушила до святилища Асклепія. Гетера Аспазія радить спершу довідатися деталі у своєї знайомої, піратки Ксенії.
Після низки подорожей Кассандра знаходить матір на Наксосі та свого справжнього батька — Піфагора, на острові Санторин. Вони пояснюють що планували народження Алексіоса та Кассандри з метою зберегти рід царя Леоніда, бо його нащадки здатні керувати артефактами ісу. Такі артефакти походять з затонуло міста Атлантиди і Культ Космосу шукає його аби здобути могутність. Піфагор доручає Кассандрі знайти Атлантиду й запечатати дорогу до неї з допомогою чотирьох реліквій.
У пошуках реліквій Кассандра розслідує нечесну гру на Олімпійських іграх і навіть сама може стати їхньою чемпіонкою. Повернувшись у Спарту, вона знаходить свого брата й намагається переконати його покинути Культ, яким тепер керує Клеон. Деймос розчаровується в Культі та змушує сестру вбити його списом Леоніда; або лишається в Культі, вбиває матір і можливо Стентора, а Кассандра потім убиває його самого; або можна віддати Деймосу спис Леоніда і він відмовиться як від убивства матері, так і самогубства. Далі Кассандра вирушає до таємного місця зустрічі решти Культу під дельфійським храмом, аби знищити піраміду оракулів. Туди прибуває Аспазія, котра спочатку очолювала культ, і дякує Кассандрі за усунення своїх противників. Кассандра може віддати владу їй, або вбити.
Кассандра розшукує реліквії ісу, які охороняють істоти в подобі мінотавра, циклопа, медузи та сфінкса. Вона вирушає на Крит, а там входить у Кносський палац, де міститься вхід до Атлантиди, та встановлює реліквії на відповідні місця. Але для завершення запечатання бракує Скіпетра Гермеса, який Піфагор не бажає віддавати, бо реліквія наділяє його довголіттям, і він прагне вивчити знання ісу з Атлантиди. Кассандра переконує батька, що могутністю Атлантиди не повинен ніхто заволодіти, Піфагор запечатує вхід до міста, але розлучившись зі Скіпетром, помирає. До фіналу Кассандра може дійти сама, або з живими батьком, матір'ю, рідним і зведеними братами.
У сучасності Лейла Гассан завдяки цій історії знаходить вхід до Атлантиди. Туди ж приходить Кассандра, котра дожила до цього часу завдяки Скіпетру Гермеса. Вона повідомляє Лейлі, що саме їй належить створити баланс між асасинами й тамплієрами, після чого передає Скіпетр Лейлі та помирає.

### Спадок першого клинка
Сюжетне доповнення «Спадок першого клинка» (англ. Legacy of the First Blade) складається з трьох епізодів:
«Здобич» (англ. Hunted) — виданий 4 грудня 2018. Кассандра прямує до Македонії і зустрічає там старого Дарія, вбивцю царя Ксеркса, та його дитину (її стать і ім'я залежать від статі протагоніста — Натакас або Німа). Македонія захоплена Орденом Стародавніх (фігурує в Origins), який прагне вбити Дарія, його дитину та Кассандру, вважаючи, що ті мають силу знищити світ. Кассандра об'єднується з Дарієм та його дитиною, щоб завадити таємничому Мисливцю вбити їх. Дарій зізнається, що працював із Орденом Стародавніх у Персії, але коли намагався вбити Артаксеркса I, його зупинив товариш Аморг. Дарія оголосили зрадником, і він утік з дитиною до Греції. Коли Мисливця вбито, Дарій з дитиною прощаються з Кассандрою та покидають Македонію.
«Тіньова спадщина» (англ. Shadow Heritage) — виданий 15 січня 2019. Кассандра прямує до Ахеї і знову стикається з Дарієм. Орден Стародавніх, очолюваний Бурею, встановив навколо морську блокаду Ахеї та жорстоко ставиться до македонських біженців, намагаючись не дати Дарію та його дитині покинути Грецію. Кассандра береться ослабити Орден в Ахеї, саботуючи розробку «грецького вогню» і потопивши флот Бурі. Клея, мати Бурі і соратниця Кассандри, виявляє, що Орден маніпулює Бурею, використовуючи її силу керувати реліквіями ісу. Кассандра вбиває Бурю і забезпечує безпечний прохід для біженців. Після цього Дарій з дитиною вирішують оселитися в Ахеї з Кассандрою. Згодом Кассандра закохується в Натакаса і народжує від нього сина Елпідія.
«Родовід» (англ. Bloodline) — виданий 5 березня 2019. Кассандра покидає заняття містіоса, щоб проводити час із Дарієм, Натакасом і Елпідієм. Колишній товариш Дарія, Аморг, убиває Натакаса та викрадає Елпідія. Кассандра з Дарієм дістаються до Мессенії, оплоту Ордена в Греції. Вони виманюють Аморга, котрий відмовляється повернути Елпідія, вважаючи, що зможе убезпечити дитину і використати її успадковані здібності на користь Ордена. Проте Дарій перемагає його в бою і переконує, що Елпідія треба забрати з Ордена. Аморг розповідає де знайти дитину й помирає від ран. Кассандра довіряє Дарію доглядати за сином. Той везе Елпідія в Єгипет, де хлопчик стає предком Айї, дружини Байєка — засновника Братства асасинів.

### Доля Атлантиди
Доповнення «Доля Атлантиди» (англ. The Fate of Atlantis) також складається з трьох епізодів:
«Єлисейські поля» (англ. Fields of Elysium) — виданий 23 квітня 2019. Кассандра знаходить оцифровану особистість ісу Алатеї, яка показує їй симуляцію минулого царства Елісій, спогади про яке лишилися в грецькій міфології як образ потойбічного світу. В Елісії Кассандра зустрічає Персефону, Адоніса, Гермеса та Гекату — цифрові копії діячів ісу, відомих в її час як боги. Гермес допомагає Кассандрі більше дізнатися про Скіпетр Гермеса й розслідувати як Адоніс готує повстання проти Персефони. Тим часом Геката задумала власне повстання, маючи намір узурпувати владу. Персефона залишається, щоб придушити повстання, а Кассандра приєднується до битви. Кассандра дізнається, що Елісій, Аїд і Атлантида були союзними царствами, а шлях в Атлантиду лежить через Аїд. Після закінчення битви Кассандра супроводжує Гермеса, щоб відкрити браму між Елісієм та Аїдом. Гермес відмовляється допомагати людині, за це Персефона скидає його зі скелі.
«Аїдові муки» (англ. Torment of Hades) — виданий 4 червня 2019. Щоб довести право увійти в Аїд, Кассандра б'ється проти Цербера. Коли вона вбиває звіра, Аїд вимагає щоб вона знайшла нового вартового межі царств, оскільки в'язні його володінь можуть звільнитися. Кассандра знаходить Персея, Ахіллеса, Агамемнона і Геракла, яким доручає охороняти чотири виходи, а Харону допомагає завадити руйнуванню в'язниці Тартар. В обмін на подальшу допомогу вона вимагає від Аїда розповісти де знаходиться Скіпетр Гермеса. Аїд відмовляється та розкриває свій план зробити Кассандру вартовою п'ятого виходу. Кассандра бореться з Аїдом, а коли майже перемагає, з'являється Посейдон і веде Кассандру в Атлантиду.
«Суд Атлантиди» (англ. The Judgement of Atlantis) — виданий 16 липня 2019. Посейдон готовий допомогти, але пояснює, що стурбований напруженими стосунками між ісу та людьми, в яких решта його народу бачать лише рабів. Він доручає Кассандрі примирити людей з ісу в Атлантиді, прийнявши роль судді, яка діяла в його часи. Кассандра підтримує прядок у місті, виносячи різні рішення щодо життя Атлантиди. Посейдон заохочує гостю розкрити більше знань про Скіпетр Гермеса. Досліджуючи Атлантиду, Кассандра розкриває, що підлеглі Посейдону ісу не слухаються його. Зокрема, Юнона та її чоловік Аїта розробляють проєкт «Олімп» зі створення гібридів людей і тварин аби використати їх для придушення бунту рабів. Для цього вони викрадають людей і ставлять над ними експерименти. Дослідивши лабораторії, Кассандра повертається до Посейдона, щоб розповісти йому про бачені злочини. Але їхню розмову перериває поява Юнони й Аїти, які повідомляють, що створили досконалу біологічну зброю — гекатонхейрів. Кассандра намагається зупинити гекатонхейрів, але їй не вдається завадити чудовиськам. Щоб істоти не вирвалися за межі Атлантиди, Посейдон вирішує затопити місто.

## Розробка
Офіційний анонс відеогри у вигляді тизеру відбувся 1 червня 2018 року, через кілька годин після того, як інформація про її розробку просочилася в мережу. Гра була традиційно представлена розробниками на виставці Е3 2018. На прес-конференції були показані повноцінний трейлер та частину ігрового процесу відеогри. За день до презентації стався витік скріншотів, що демонструють ігровий світ, одного з протагоністів, наявність діалогового вікна, елементи інтерфейсу та інше.

### Видання
Гра доступна в таких виданнях:
| Особливості               | Standard Edition (консолі і ПК)  | Deluxe Edition (консолі і ПК)    | Gold Edition (консолі і ПК) | Ultimate Edition (консолі і ПК) | Medusa Edition (консолі і ПК) (Тільки ЄС) | Spartan Edition (Uplay ексклюзив) (консолі і ПК) | Pantheon Edition (Uplay ексклюзив) (консолі і ПК) |
| ------------------------- | -------------------------------- | -------------------------------- | --------------------------- | ------------------------------- | ----------------------------------------- | ------------------------------------------------ | ------------------------------------------------- |
| Диск із грою              | Так                              | Ні                               | PS4 and Xbox One only       | Ні                              | Так                                       | Так                                              | Так                                               |
| Контент у грі             |                                  |                                  |                             |                                 |                                           |                                                  |                                                   |
| 3 days early access       | Ні                               | Ні                               | Так                         | Так                             | Так                                       | Так                                              | Так                                               |
| The Blind King mission    | Так (pre-order only)             | Так (pre-order only)             | Так (pre-order only)        | Так (pre-order only)            | Так                                       | Так                                              | Так                                               |
| Secrets of Greece mission | Ні                               | Ні                               | Так                         | Так                             | Так                                       | Так                                              | Так                                               |
| Kronos Gear Pack          | Ні                               | Так                              | Ні                          | Так                             | Так                                       | Так                                              | Так                                               |
| Herald of Dusk Gear Pack  | Ні                               | Так                              | Ні                          | Так                             | Ні                                        | Так                                              | Так                                               |
| XP and Drachma Boost      | Ні                               | Так                              | Так                         | Так                             | Ні                                        | Так                                              | Так                                               |
| Capricornus Naval Pack    | Ні                               | Так                              | Так                         | Так                             | Ні                                        | Так                                              | Так                                               |
| Season Pass               | Ні (can be purchased separately) | Ні (can be purchased separately) | Так                         | Так                             | Ні (can be purchased separately)          | Так                                              | Так                                               |
| Фізичний контент          |                                  |                                  |                             |                                 |                                           |                                                  |                                                   |
| Steelbook                 | Ні                               | Ні                               | PS4 and Xbox One only       | Ні                              | Ні                                        | Так                                              | Так                                               |
| World Map                 | Ні                               | Ні                               | Ні                          | Ні                              | Так                                       | Так                                              | Так                                               |
| Official soundtrack CD    | Ні                               | Ні                               | Ні                          | Ні                              | Так                                       | Так                                              | Так                                               |
| Artbook                   | Ні                               | Ні                               | Ні                          | Ні                              | Так                                       | Так                                              | Так                                               |
| Exclusive packaging       | Ні                               | Ні                               | Ні                          | Ні                              | Так                                       | Так                                              | Так                                               |
| Figurine                  | Ні                               | Ні                               | Ні                          | Ні                              | Fallen Gorgon Statue                      | Spartan Leap Statue                              | Nemesis Diorama                                   |
| Exclusive lithograph      | Ні                               | Ні                               | Ні                          | Ні                              | Ні                                        | Так                                              | Так                                               |

## Оцінки й відгуки
| Агрегатор  | Оцінка                                 |
| ---------- | -------------------------------------- |
| Metacritic | (ПК) 86/100 (PS4) 85/100 (XONE) 87/100 |

| Видання                   | Оцінка  |
| ------------------------- | ------- |
| Electronic Gaming Monthly | 8.5/10  |
| Game Informer             | 8.25/10 |
| GameSpot                  | 8/10    |
| GamesRadar+               | [ 20 ]  |
| IGN                       | 9.2/10  |
| USgamer                   | [ 22 ]  |

Assassin's Creed Odyssey зібрала на агрегаторі Metacritic середню оцінку 85/100 у версії для PlayStation 4, 87/100 для Xbox One та 86/100 для ПК.
Бретт Македонські з IGN відгукнувся: «До всього, що Assassin's Creed Odyssey робить правильно, найбільш вражаючим звершенням можна назвати те, що вона відчувається як справжня одіссея. Карта гігантська. Плавання по морю доволі тривалі та небезпечні (звичайно, корабельна команда — це спрощення порівняно з плаванням із Assassin's Creed IV: Black Flag, яка робить це тонше та досконаліше). Масштаби битв величезні. Ставка між Афінами та Спартою велика». Також він назвав Алексіоса одним з найпам'ятніших героїв у всій серії Assassin's Creed, хоча той навіть не був асасином.
Алессандро Філларі з GameSpot вказав на обширний різноманітний світ, який детально показує стародавню Грецію. Також, він високо оцінив сюжет з його розвилками та побічні завдання з різноманітними персонажами, котрі дають уявлення про ту епоху. З недоліків він назвав повільний темп розвитку сюжету й те, що ставання на бік тієї чи іншої фракції у війні часто виглядає безглуздо і йде у розріз з сюжетом. Наприклад, коли гра вимагає виконати завдання на території дружньої фракції, що очевидно їй зашкодить.
Стівен Месснер з PC Gamer відзначив головну проблему гри: «Odyssey зберігає ту саму систему підлаштовування в стилі MMO, це означає, що вороги, які випередили мене лише на кілька рівнів, будуть практично непереможними, незалежно від того, наскільки добре я б'юся. Це все ще дратує — особливо, коли я хочу взяти на себе новий сюжетний квест, але виявляю, що його рівень перевищує мій… але кожна з систем накладається і впливає на інші таким чином, що робить Odyssey жвавим і динамічним світом».